# Schistochila gayana
Schistochila gayana là một loài rêu tản trong họ Schistochilaceae. Loài này được (Gottsche) Stephani miêu tả khoa học lần đầu tiên năm 1900.